# سیم‌انیمال
سیم‌انیمال (به انگلیسی: SimAnimals) یک بازی ویدئویی منتشر شده توسط شرکت الکترونیک آرتز است. این بازی در تاریخ ۲۱ ژانویه ۲۰۰۹ عرضه شده و سازنده آن الکترونیک آرتز است.